# 小行星5550
小行星5550是一颗围绕太阳公转的小行星。1981年10月30日，勞倫斯·G·塔夫（Laurence G. Taff）在索科罗发现了此天体。
这颗小行星的绝对星等为285.1736189384198等。